# Macronema gundlachi
Macronema gundlachi är en nattsländeart som beskrevs av Banks 1924. Macronema gundlachi ingår i släktet Macronema och familjen ryssjenattsländor. Inga underarter finns listade i Catalogue of Life.